# Bettina Fulco
Bettina Fulco (* 23. Oktober 1968 in Mar del Plata) ist eine ehemalige argentinische Tennisspielerin.

## Karriere
In ihrer Karriere gewann sie drei Doppeltitel auf der WTA Tour sowie zwei Einzel- und einen Doppeltitel auf dem ITF Women’s Circuit. 1988 stand sie im Viertelfinale der French Open; es war ihr bestes Abschneiden bei einem Grand-Slam-Turnier.
Von 1987 bis 1994 spielte sie für die argentinische Fed-Cup-Mannschaft insgesamt 15 Partien mit einer positiven Einzel-Bilanz von 6:3 Siegen, im Doppel gewann sie drei von sechs Partien.

## Turniersiege

### Doppel
| Nr. | Datum             | Turnier   | Kategorie   | Belag     | Partnerin       | Finalgegnerinnen                  | Ergebnis |
| --- | ----------------- | --------- | ----------- | --------- | --------------- | --------------------------------- | -------- |
| 1.  | 13. November 1988 | Guaruja   | WTA Tier V  | Hartplatz | Mercedes Paz    | Carin Bakkum Simone Schilder      | 6:3, 6:4 |
| 2.  | 2. Dezember 1990  | São Paulo | WTA Tier V  | Sand      | Eva Švíglerová  | Mary Pierce Luanne Spadea         | 7:5, 6:4 |
| 3.  | 21. Juli 1991     | Kitzbühel | WTA Tier IV | Sand      | Nicole Jagerman | Sandra Cecchini Patricia Tarabini | 7:5, 6:4 |